# Svartbergmyrtjärnen
Svartbergmyrtjärnen är en sjö i Bräcke kommun i Jämtland och ingår i Ljungans huvudavrinningsområde. Sjön har en area på 0,0676 kvadratkilometer och ligger 382,6 meter över havet.

## Delavrinningsområde
Svartbergmyrtjärnen ingår i det delavrinningsområde (698070-147815) som SMHI kallar för Mynnar i Binnån. Medelhöjden är 375 meter över havet och ytan är 3,99 kvadratkilometer. Det finns inga avrinningsområden uppströms utan avrinningsområdet är högsta punkten. Vattendraget som avvattnar avrinningsområdet har biflödesordning 4, vilket innebär att vattnet flödar genom totalt 4 vattendrag innan det når havet efter 183 kilometer. Avrinningsområdet består mestadels av skog (88 procent). Avrinningsområdet har 0,07 kvadratkilometer vattenytor vilket ger det en sjöprocent på 1,6 procent.